# Fractura social
Fractura social és un terme que es va utilitzar inicialment a França, i que generalment es refereix al fossar que separa un determinat grup de població socialment integrat, d'un altre grup compost pels exclosos. Més genèricament: Una situació a la que es pot arribar quan es generi aquest fossar de separació entre dos grups determinats d'una societat. El terme és de vegades erròniament atribuït a Emmanuel Todd per raó d'una nota de la Saint-Simon Foundation (novembre de 1994). La nota, titulada Orígens del francès acords polítics malestar amb l'oposició entre les classes d'elit globalista-ment i portat a un gueto. El terme és en realitat encunyada pel filòsof francès Marcel Gauchet, parlant a la lluita de classes " Es va convertir en parlar contra el pudor, però no menys important que reapareix on no s'espera que l'augment del combustible continua
 elecció d'extrema dreta (...) Un mur va ser erigit entre les elits i les poblacions, entre França oficial admet, que s'enorgulleix dels seus nobles sentiments, i un país dels marges, va tornar a la innoble, que es basa en la negació es va oposar a la seva dificultat alimentar la seva ressentiment. "

## L'èxit de l'expressió a França
La lluita contra la fractura social va ser un tema important de la campanya de Jacques Chirac per a les eleccions presidencials franceses de 1995, que inicia la seva expressió en els mitjans de comunicació:
"França va ser considerat durant molt temps un model de mobilitat social.
Sí, no tot era perfecte. Però ella sabia que era un moviment continu en la direcció correcta. No obstant això, la seguretat econòmica i la seguretat del futur són el privilegi s. la joventut francesa expressa la seva consternació. Una fractura social s'està ampliant amb tota la nació suporta la càrrega.
"La màquina França" ja no funciona». No funciona per a tots els francesos. "
(Discurs de fundació de la campanya presidencial de Jacques Chirac, 17 de febrer de 1995).
La fractura social és ara vist per Chirac com l'acompliment dels riscos de disturbis en els suburbis. En el seu llibre-programa del 10 de gener de 1995, li va donar xifres
"En si mateixos, no expressen la gravetat de la fractura social que amenaça, i sospeso les meves paraules, la unitat nacional"
I va continuar:
"En els suburbis pobres regna el terror suau. Quan molts joves no veuen sortida a l'atur o a les petites pràctiques al finalitzar estudis incerts, acaben rebel·lant-se. Per ara, l'Estat s'esforça per mantenir l'ordre i prevenir el tractament social de la desocupació. Però fins quan? "
El 2003, Chirac va usar el terme un altre cop a la campanya, altament mediatitzada, a Valenciennes:
"Aquestes dificultats, aquests drames, la "fractura social" que amenaça d'estendre's a "fractura urbana", ètnica i de vegades fins i tot religiosa, no són coses del destí."